# 黎磬
黎磬（15世紀—16世紀），前軍都督府廣東都司神電衛籍，廣東高州府電白縣人，明朝政治人物。

## 生平
弘治二年（1489年），黎磬中式己酉科廣東鄉試第七十名舉人，任兩淮鹽運司判官，當時劉瑾專權勒索重賄，官員們都非常慎重，他對謂鹽運司同知羅欽德說：「野獸之性貪得無厭，判官雖然地位低微，也是天子之吏，怎可以垂頭喪氣害怕閹黨？」於是被劉瑾針對，對方敗亡後改任上思知州，調往橫州，在兩地修理城池、興建學校，又重建大成殿兩廡與戟門、櫺星門，認真選材視察，不久因為雙親年老請求致仕。

## 引用
1. 1 2  道光《電白縣志·卷十八·列傳》：黎磬，神電衛人，由正德舉人任兩浙鹽運判官，時劉瑾擅權、勒索重賄，諸監吏皆謹事之，磐謂運同羅欽（德）曰：「豺獸之性，飽之無厭，判官雖微，天子吏也，豈能靦顏喪氣，取貂璫懽耶？」不遂，瑾欲遂中以禍。後瑾敗，補上思知州，改橫州，振起文風，稱為循吏。
2. ↑  光緒《高州府志·卷三十七·人物十》：黎磐，電白神電衛人，宏治己酉舉人，任兩浙鹽運判，時逆瑾擅權、勒索重賄，諸鹽吏皆謹事之，磐謂運同羅欽德曰：「豺獸之性，飽之無厭，判雖微天子吏也，豈能靦顏喪氣，取掃除懽耶？」抗不從瑾中以禍，後瑾敗補上思州知州，改橫州，丕變夷俗，振起文風，稱為循吏。 乾隆志鄉賢傳，電白祀鄉賢，橫州祀名宦
3. ↑  道光《上思州志·卷三·職官表》：黎磐，電白舉人，正德十二年任知州事，修理城池、栽培學校，重建大成殿兩廡及戟門櫺星門，選材視工不少懈，以才能調橫州，尋以親老乞致仕。
4. ↑  乾隆《橫州志·卷九·職官志》：黎磐，電白舉人，正德十二年知上思州，修理城池、鼎建學校，以才調知橫州，重建大成殿兩廡及戟門櫺星門，選材視工不少懈，尋以親老乞致仕。